# نادي سوتشي
نادي سوتشي لكرة القدم (بالروسية: Футбольный клуб Сочи) هو نادي كرة قدم روسي من مدينة سوتشي يلعب في الدوري الروسي الممتاز،تأسس النادي في 6 يونيو 2018.